# 包立身
包立身（1838年3月13日—1862年7月27日），史料中又作立生、立勝、立陞、立聖:71，浙江诸暨人，曾率领数千东安义军反抗太平军五王、十余万人，击杀李秀成之子、旅帅唐伟堂等人，给予太平军重创，然终不敌太平军六次征伐，全村被屠杀。而就在太平军集结十余万军队第六次大举进攻包村期间（同治元年四月至七月），左宗棠部湘军等收复了太平军占领的浙江9郡、70县中的3郡、22县，对整个战局有着深远的影响。:78

## 生平

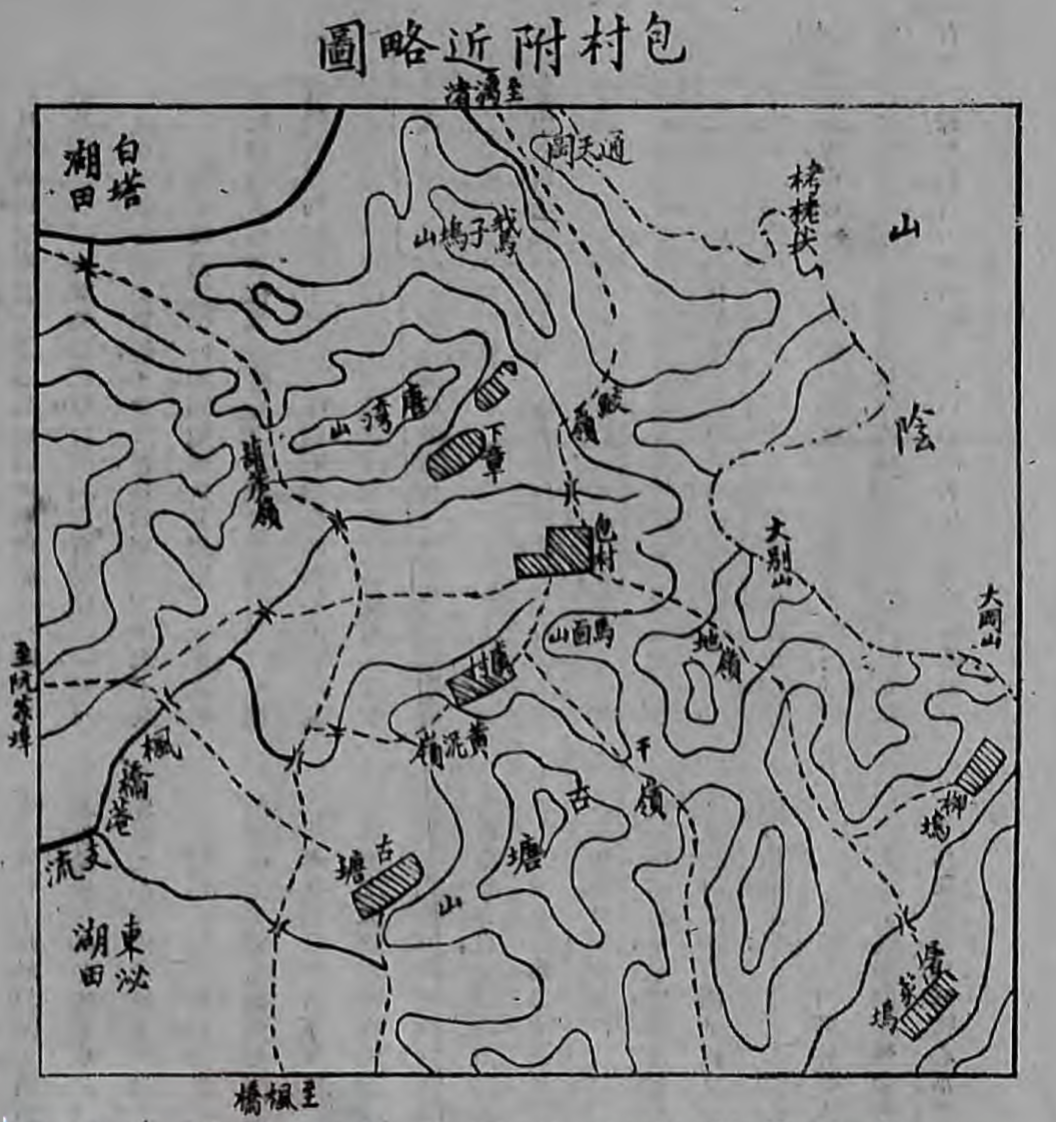
包村附近略图

包村，在诸暨县城东北约35千米处，风光旖旎，前带枫溪，后枕白塔湖，林深箐密，包姓族人聚居于此。包立身，家住诸暨五十八都的包村，世代务农，识字不多，身材高大，双眉如剑，眼神深邃，力大无穷，健步如飞:1，生性朴实愚钝，乡人原都不看重他。后包立身建立其宗教，奉教主白鹤真人为师，节食吃素，夜间盘腿静坐，常预言吉凶，乡民称其为“包神仙”，属中国本土民间宗教。当时太平军的声势逐渐逼近，人们心怀忧虑恐惧，都争着跑来询问，包立身只是勉励大家行善。人们对他的话半信半疑，却不知道他精通军事谋略，亦有谋士相助之说。

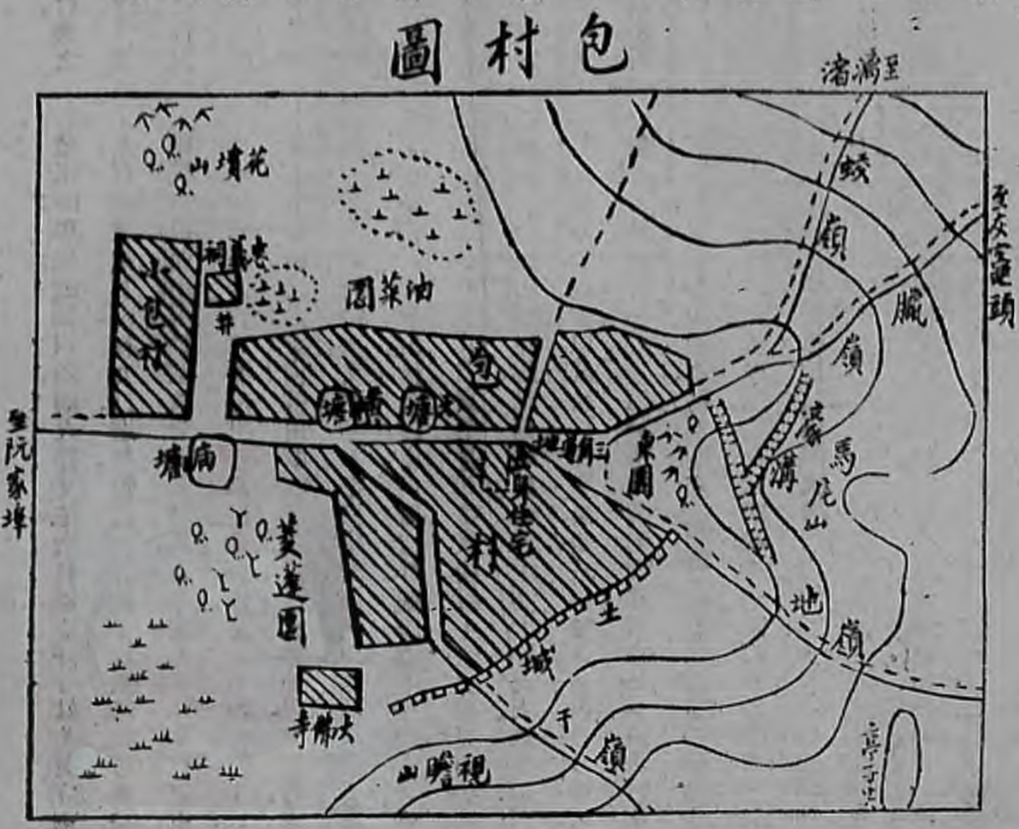
包村图

咸丰十一年（1861年）九月，侍王李世贤进兵浙江，相继攻陷绍兴、诸暨，来王陆顺德主政绍兴，设官征赋。王陆顺德本是一嗜杀成性的广西“老兄弟”，无意良政，一味暴虐，以致民情激愤，诸暨至今还流传着“一副长毛相，迟早要杀头”的民谣。九月二十四日，太平军攻占诸暨县后在乡间大肆破坏，包立身大惊，对族人说：自古以来，战乱便无可避免，我起初没有想到他们如此贪婪暴虐，如果我们不加以抵抗，我们社神和稷神又怎能安宁呢:9？包立身以斗岩之神托梦为名举兵保卫乡梓，创立东安义军（白头军），自任统领，杀掉太平军乡官，公开与之对抗，响应他的人很多，甚至得到了一些读书人的支持。东安义军分东、安、忠、义四营，设有文案、支应等局，包姓亲族总制各营，身着白装，头蒙白巾，坚持剃发以区别于“长毛”。义军在村中垒土来建造外城，编织篱笆来构建内城，堵住关隘，截断道路，引水入壕，堆石筑垒，造木弩，炼火药:12，大量储备军械。包在其《包立身讨粤匪檄文》中指控太平军“恣意焚掠”、“妇女被淫，老弱填壑”、“毁弃庙社，蹂躏图书”，比张角、黄巢、张献忠和李自成还凶残过分。包村盘踞山脚，三面都是水田，只有一条路通过田埂可以到达村子。太平军来此焚烧抢掠，包立身以静制动，进入村子的太平军往往被他所杀。躲避太平军的人成群结队地投奔到这里，村庄日益拥挤，所有房屋被租出后，就在原本空置的土地建起茅屋以容纳过剩的难民，最后空地亦已所剩无几:17。于是他挑选更多的壮勇组成劲旅，太平军多次进攻都不能取胜。包立身不主动出村去剿灭太平军，太平军来了就迎战，作战时他总是身先士卒，碰到他锋芒的太平军立刻就会倒下。众人见太平军容易被击败，即使是文弱的人也挥着武器参战，太平军派到村里的间谍，没有不被抓获的。没事的时候他就焚香静坐，一旦有所指挥，听从他的就一定能取胜，远近的人都惊奇地把他当作神。太平军非常忌惮他，派平时和包立身熟悉的人去招降他，他立刻就把招降的人斩杀了。其间，古塘陈朝云所部胜义军数次援助白头军。双方相持了八九个月，进行了大小几十次战斗。
同治元年（1862年）四月，太平军分别从东、西、南三面调集宁波、杭州、金华十余万军队，连营六十余里，准备发动第六次进攻，誓言“不破包村不还”。五月，侍王李世贤、戴王黄呈忠、梯王练业坤、首王范汝增、来王陆顺德率领十余万太平军围攻包村。至晚三月前，包再次发布檄文《东安义军为播告同仇齐心杀贼共襄义举事》，其中历数太平军十二大罪状：“煽惑邪教；滥杀无辜；奸淫妇女；索贡劫掠；焚烧屋宇；肆意掳兵；横征暴敛；严刑酷法；灭绝文化；僭越名号；残害忠良；践踏风俗”:72，并号召乡民加入行伍保卫乡里。值此重重围困之时，包村总计约有“四五万”人，实际战斗人员约为两万两千人（约占被围人口的一半），其中两千人是包立身原来的队伍，推测其都是包村人亦是包氏同族，另外两万多是从外面陆续加入:17。六月，太平军绫天义周文嘉（后封宁王）加入战场，他单眼失明但通晓风水堪舆之术，遍览村子外面的情况，了解当地的河流源头和山脉走势，切断包村的水源和粮道。正逢干旱，溪流的水变少，太平军就堵住了溪流的上游，于是村里一滴水都没有了。太平军还把腐烂的尸体填进村外的井水，村民出来打水，太平军就先用火器在井边列阵，后面的人把尸体捞出来才能打水，水又腥又臭不能喝，而且还很难打到。村里人口众多但粮食匮乏，太平军又从四面截断了运粮的道路，粮食运不进来。太平军不停地进攻，每次交战，双方的损失相当，但包村这边的形势不能长久维持下去，可始终没有人说投降。大量乡民死于饥渴，约有“一万七千”人坚持到村破最后一日:18。太平军于是暗中挖隧道，用敲锣打鼓的声音来扰乱包立身的判断，包立身没有察觉。
同治元年（1862年）七月初一，太平军从村里社庙中的地道钻出，立刻放火焚烧庙宇，众人意料不到，顿时大乱。太平军见人就杀，没遇到太平军的人也惊慌失措，只想一死了之。包立身见举事失败，就和他的妹妹包凤英率领几千亲军拼死战斗，突破包围到了马面山。太平军紧追不舍，把他们包围了好几层，他们激烈战斗但无法脱身，包立身中炮而死，包凤英力竭自刎，包立身全家丧生，整村亦被屠杀。翌年，幸存者返回故里，在村中建立忠义祠，将尸首掩埋到五个大坟，题刻“十万人墓”，墓毁于大跃进期间。《蠡城被寇记》中载：收骸骨“男女八万余”，建冢立祠。同治三年（1864年）浙江巡抚蒋益澧善后时上奏称死亡“一万四千七十七名”（仅含包村被攻破时死亡人数）； 民国年间的“包村忠义祠碑”称“士卒妇孺随殉者十九万人”、十月间“主客死者至三十万”；北京大学历史系刘晨认为死难者总计“数万”较合理:71。

## 家庭
包立身父亲是包建勋，母亲是虞氏，有兄立忠、立贤，弟立潮，妹美英、彩福、彩官。包立身娶母亲虞氏家族女子，育有二女。包氏家族可追溯至唐代，其家族在诸暨县第五十八都包村生活了二十余代。:7,71-76

## 评价
- 包立生在世时，清廷对他的态度褒贬不一，但在他战死后，朝廷对他的忠贞表示赞赏。同治皇帝将诸暨的生员名额增加了七人，以表彰包村的反抗功绩，并拨款在被摧毁的包村遗址上建造忠义祠，其事迹被写入《浙江忠义录》。[1]:41

- 包立身出身地道农家，其集团其他核心成员，如包建勋、包立贤、包立忠等亦皆农民，以保卫乡梓起事，既不奉大清正朔，亦不受太平天国招抚，但受革命史观和特定意识形态的影响，凡是反对太平天国的力量都被划归“反动阵营”，以此捍卫“农民领袖”和“农民运动”的形象和地位，包立身等大量民众反抗太平军暴行的正义行为被长期忽视埋没，甚至被污名化为“反动地主武装”、“地主团练”。包立身起义是太平天国占领区时间最长、规模最大、斗争最惨烈、影响最深远的农民反抗斗争，直接导致了左宗棠部湘军等收复太平军占领的浙江9郡、70县中的3郡、22县，更深刻影响了太平天国东（上海）、北（江宁）、南三条战线。然包村起义并非特例，太平军在江浙皖等地的统治曾引起普遍反抗，诸如此类不一而足，其主因当归于其长期深刻的负面形象，而其负面形象的形成既是受清廷宣传的影响，亦是太平天国自身残酷政策、腐败统治、废弛军纪、强破坏性的恶果。[3][2]

## 艺术形象
- 包立身是赵焕亭小说《双剑奇侠传》中包伯高等人的原型[7]。

## 延伸阅读
[在维基数据编辑]
 《清史稿·卷493》，出自趙爾巽《清史稿》
 《咸同將相瑣聞》
 《清稗類鈔/025》，出自徐珂《清稗類鈔》
 在维基共享资源阅览影像